# NGC 5513
NGC 5513 is een lensvormig sterrenstelsel in het sterrenbeeld Ossenhoeder. Het hemelobject werd op 20 april 1792 ontdekt door de Duits-Britse astronoom William Herschel.

## Synoniemen
- UGC 9099
- MCG 4-34-5
- ZWG 133.11
- PGC 50776